# Metalacurbs oedipus
Metalacurbs oedipus is een hooiwagen uit de familie Biantidae.